# Chactas scabrimanus
Espèce
Synonymes
- Chactas lepturus scabrimanus Kraepelin, 1912

Chactas scabrimanus est une espèce de scorpions de la famille des Chactidae.

## Distribution
Cette espèce est endémique de Colombie.

## Systématique et taxinomie
Cette espèce a été décrite sous le protonyme Chactas lepturus scabrimanus par Kraepelin en 1912. Elle est élevée au rang d'espèce par Mello-Leitão en 1945.

## Publication originale
- Kraepelin, 1912 : Neue Beiträge zur Systematik der Gliederspinnen. II. Chactinae (Scorpiones). Mitteilungen aus dem Naturhistorischen Museum (2. Beiheft zum Jahrbuch der Hamburgischen Wissenschaftlichen Anstalten), vol. 29, no 2, p. 43-88 (texte intégral).